# 피오트르쿠프현

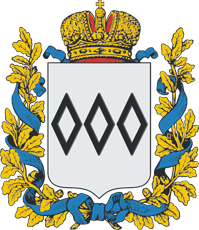
피오트르쿠프현의 문장.

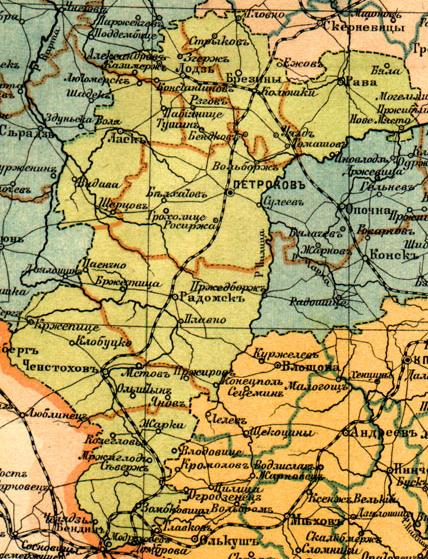
피오트르쿠프현의 지도

피오트르쿠프현(폴란드어: Gubernia piotrkowska, 러시아어: Петроковская губерния)은 1867년부터 1917년까지 존재했던 러시아 제국의 폴란드 입헌왕국의 현으로 현도는 피오트르쿠프트리부날스키이며 면적은 12,249.0km2, 인구는 1,403,901명(1897년 당시 기준)이다. 1867년 바르샤바현, 라돔현의 일부를 합병하여 신설되었다.